# Escasez

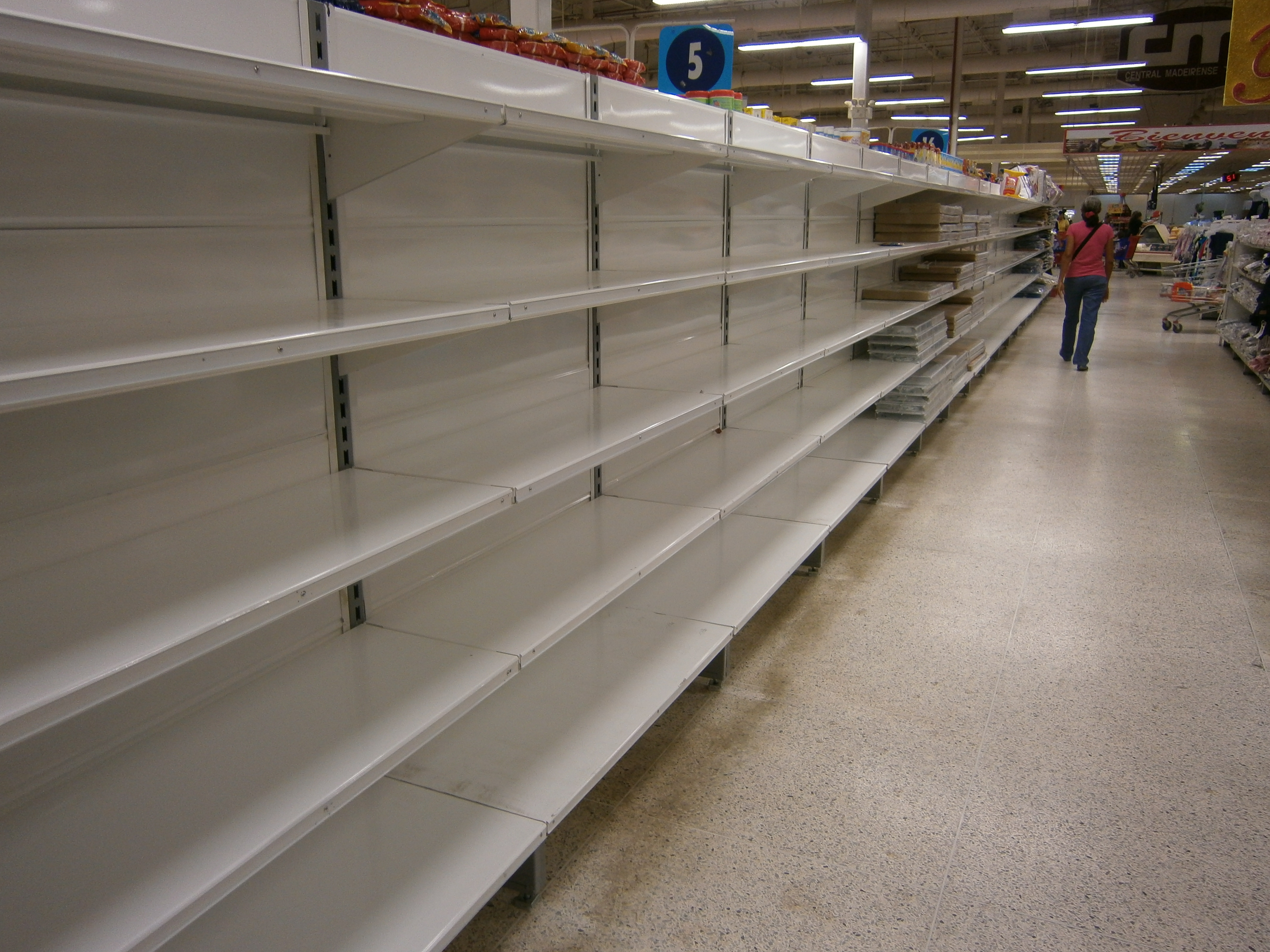
Estantes vacíos en una tienda debido a la escasez en Venezuela.

La escasez, también llamada desabastecimiento es la falta de recursos básicos como agua, alimentos, energía, vivienda, etc. Que se consideran fundamentales para satisfacer la supervivencia o de recursos no básicos que satisfacen distintas necesidades en las sociedades humanas en varios aspectos.
Habitualmente una sola sociedad no  posee los recursos suficientes para proveer de manera adecuada necesidades de su población, por lo que es necesario el intercambio y el comercio de bienes y servicios. La escasez de alimentos obliga a priorizar las necesidades o metas de la sociedad.[cita requerida]

## Escasez en economía
En economía, se habla de escasez de recursos frente a las necesidades ilimitadas. Entendiendo por escaso aquello que no es poco sino que las posibilidades de utilizarlo son limitadas; se necesita tiempo, esfuerzo, organización, capital, entre otras.[cita requerida] Es, en tal sentido, que sólo puede hablarse de Bienes Económicos en un contexto de escasez. 
Por lo tanto, la escasez no tiene relación con la tecnología sino con la disparidad producida entre los deseos o necesidades de las personas y los medios que están disponibles para satisfacerlas (Necesidades humanas ilimitadas ⇔ Recursos económicos limitados).
Pues es parte de su Naturaleza el proporcionar a los miembros de una comunidad tanto los bienes que ayudan a satisfacer como los productos y servicios que ayudan con sus necesidades tanto individuales y colectivas.

### Escasez por desigualdad o acumulación
Cuando los recursos son escasos puede producirse escasez general o solamente en una parte de la sociedad. Del mismo modo también puede darse una abundancia en manos de unos individuos, de una sociedad, grupo o país a costa de la escasez de otros individuos, sociedades, grupos sociales o países.

### Promoción de la escasez por parte del poder económico
En su libro Creadores de escasez. Del bienestar al miedo, el economista David Anisi, considera que el predominio del poder económico sobre otros poderes que lo atenúen o regulen, requiere crear nuevos mercados de escasez: desempleo para reducir salarios que no resuelve el desempleo, mercantilización de bienes públicos como la educación, la sanidad y la seguridad, haciendo que resulten inaccesibles y costosos para una buena parte de la población.

### Escasez por demanda y oferta
En economía la escasez es causada por varios factores que se clasifican en dos categorías: 
- el incremento de demanda.
- la disminución o agotamiento de fuentes y/o recursos.

Entre el incremento de demanda se encuentran la sobrepoblación, densidad de población o un incremento significativo de ésta y el incremento de poder capital del individuo promedio.
Entre la disminución o agotamiento de recursos se halla la disrupción de producción por catástrofes naturales o desastres causados por el ser humano y los cambios económicos que alteran los hábitos de gasto y consumo.

### Escasez artificial
Es un tipo de escasez creada artificialmente, a partir de bienes que pueden ser replicados indefinidamente. Es el caso de aquellos protegidos por las leyes de propiedad intelectual, las cuales generan monopolios sobre el uso y explotación de ciertas obras del intelecto humano, limitando así la competencia

## Escasez en otros campos

### Escasez en biología
En biología, la escasez puede referirse a la rareza o infrecuencia de ciertas especies. Dichas especies son comúnmente protegidas por leyes locales, nacionales o internacionales para así evitar su extinción.

### Escasez subjetiva
En sociología se puede hablar de escasez subjetiva, asumiendo que las necesidades, demandas pueden ser infinitas, la insuficiencia de bienes no implica que exista una cantidad reducida, sino que se parte del supuesto de que existe una cantidad finita de bienes. En este sentido la escasez es un término relativo, debido a que se miden los recursos en comparación a las necesidades que se pretenden satisfacer, y, en este sentido, esos recursos son siempre insuficientes, limitados, o escasos para cubrir todas las necesidades y todos los deseos. Sin embargo, la escala de la escasez es diferente para las distintas personas o sociedades. Por ejemplo, para un pobre o para un rico: mientras que el primero la sufre de forma dramática, el segundo la vive como una frustración por tener que privarse de algún deseo.[cita requerida]